# Висоцький Зигмунд Феліксович
Зигмунд Феліксович Висоцький (нар. 23 липня 1945) — радянський футболіст польського походження, український тренер.

## Кар'єра гравця
Виступав у складі аматорських клубів «Локомотив» (Коростень) та «Хіммаш» (Коростень).

## Кар'єра тренера
По завершенні ігрової кар'єри розпочав тренерську діяльність. Тренував аматорські клуби «Локомотив» (Коростень), «Хіммаш» (Коростень) та «Дністровець» (Білгород-Дністровський). На початку 2005 року приєднався до тренерського штабу хмельницького «Поділля» (Хм). Після відставки Сергія Кучеренка, у весняній частині сезону 2006/07 років очолював «Поділля». Праюцював у ДЮСШ міста Красилова, де й проживає на даний час.